# Данијела Моне
Данијела Моне Зувић (енгл. Daniella Monet Zuvic; Вест Хилс, 1. март 1989) је америчка глумица и певачица, која је постала позната по улози Меган Клајнман у комедији ситуације Слушај! (2004—05) на мрежи CBS. Она је касније глумила Ребеку Мартин у драмској телевизијској серији Зои 101 канала Nickelodeon и убрзо је добила међународно признање по улози Трине Веге у комедији ситуације Викторијус (2010—13) канала Nickelodeon. Такође је позајмила глас Мици у анимираној серији Винкс (2011—2015) канала Nickelodeon и глумила је у две телевизијске филмске серије: као Берта у серији Фред и као Тути у серији Чудновили родитељи (2011—2014).